# Новокалинівська міська територіальна громада
Новокалинівська міська громада — територіальна громада в Україні, в Самбірському районі Львівської області. Адміністративний центр — місто Новий Калинів.
Площа громади — 252,1 км², населення — 14 227 мешканців (2021).

## Історія
Утворена 11 серпня 2015 року шляхом об'єднання Новокалинівської міської ради та Великобілинської, Гординянської, Калинівської, Корналовицької сільських рад Самбірського району.

## Склад громади
Розпорядженням Кабінету міністрів України від 12 червня 2020 року, у підпорядкуванні ОТГ перебувають населені пункти: 
- Новий Калинів: 4070 осіб, Голова: ЮЗВЯК Богдан Осипович
- Дубляни: 2101 осіб. Староста: Шабелько Оксана Миколаївна
- Бабина: 1711 осіб. Загальне населення: Бабинська сільська рада: 2940 осіб. У підпорядкуванні: село Береги (445 осіб), село Пиняни (784 осіб). Староста: Бурак Леся Іванівна
- Велика Білина: 311 осіб. Загальне населення: Великобілинська сільська рада: 804 осіб. У підпорядкуванні: село Велика Хвороща (9 осіб), село Мала Білина (484 осіб). Староста: Білинський-Тарасович Мирослав Володимирович
- Велика Озимина: 269 осіб. Загальне населення: Великоозиминська сільська рада: 409 осіб. У підпорядкуванні: село Мала Озимина (140 осіб). Староста: Лещак Леся Іванівна
- Гординя: 988 осіб. Староста: Возняк Марія Михайлівна
- Калинів: 441 осіб. Загальне населення: Калинівська сільська рада: 790 осіб. У підпорядкуванні: село Кружики (349 осіб)
- Корналовичі: 1047 осіб. Староста: Струс Петро Петрович
- Корничі: 433 осіб. Загальне населення: Корничська сільська рада: 740 осіб. У підпорядкуванні: село Бірчиці (246 осіб), село Нові Бірчиці (61 осіб). Староста: Андреїшин Галина Ярославівна
- Лука: 333 осіб. Загальне населення: Лукавська сільська рада: 979 осіб. У підпорядкуванні: село Залужани (386 осіб), село Майнич (260 осіб), село Мала Хвороща. Староста: Шийко Роман Іванович
- Містковичі: 378 осіб. Загальне населення: Містковицька сільська рада: 980 осіб. У підпорядкуванні: село Зарайське (216 осіб), село Климівщина (8 осіб), село Ковиничі (378 осіб). Староста: Возняк Володимир Іванович

## Населені пункти
До складу громади входять 1 місто (Новий Калинів), 1 смт (Дубляни) і 23 села:
- Бабина
- Береги
- Бірчиці
- Велика Білина
- Велика Озимина
- Велика Хвороща
- Гординя
- Залужани
- Зарайське
- Калинів
- Климівщина
- Ковиничі
- Корналовичі
- Корничі
- Кружики
- Лука
- Майнич
- Мала Білина
- Мала Озимина
- Мала Хвороща
- Містковичі
- Нові Бірчиці
- Пиняни
- урочище ШРБУ-88
- урочище Шашкевича

## Керівництво
Голова Новокалинівської ОТГ Юзвяк Богдан Осипович